# Krimplen
Krimplen (nebo Crimplene) je tvarovaná příze z terylenu, polyesterového vlákna vyráběného od roku 1959 bývalou britskou firmou ICI.
Název měl asi vyjadřovat zkadeření příze (crimp = kadeře), podle některých znalců byl však odvozen od Crimple Valley (údolí na severu Yorkshiru), v jehož blízkosti byla laboratoř firmy ICI, kde bylo vlákno vyvinuto. 
Výroba krimplenu dosáhla vrcholu v 60. letech 20. století, příze se používaly vedle tkanin hlavně na žerzejové pleteniny (double jersey). Po roce 1970 byl však krimplen nahrazen jinými výrobky.
V roce 2019 bylo na internetu zaznamenáno 13 výrobců oděvů v Evropě a v Číně, kteří měli v programu produkty pod názvem Crimplene.